# Stanisław Łuczkiewicz

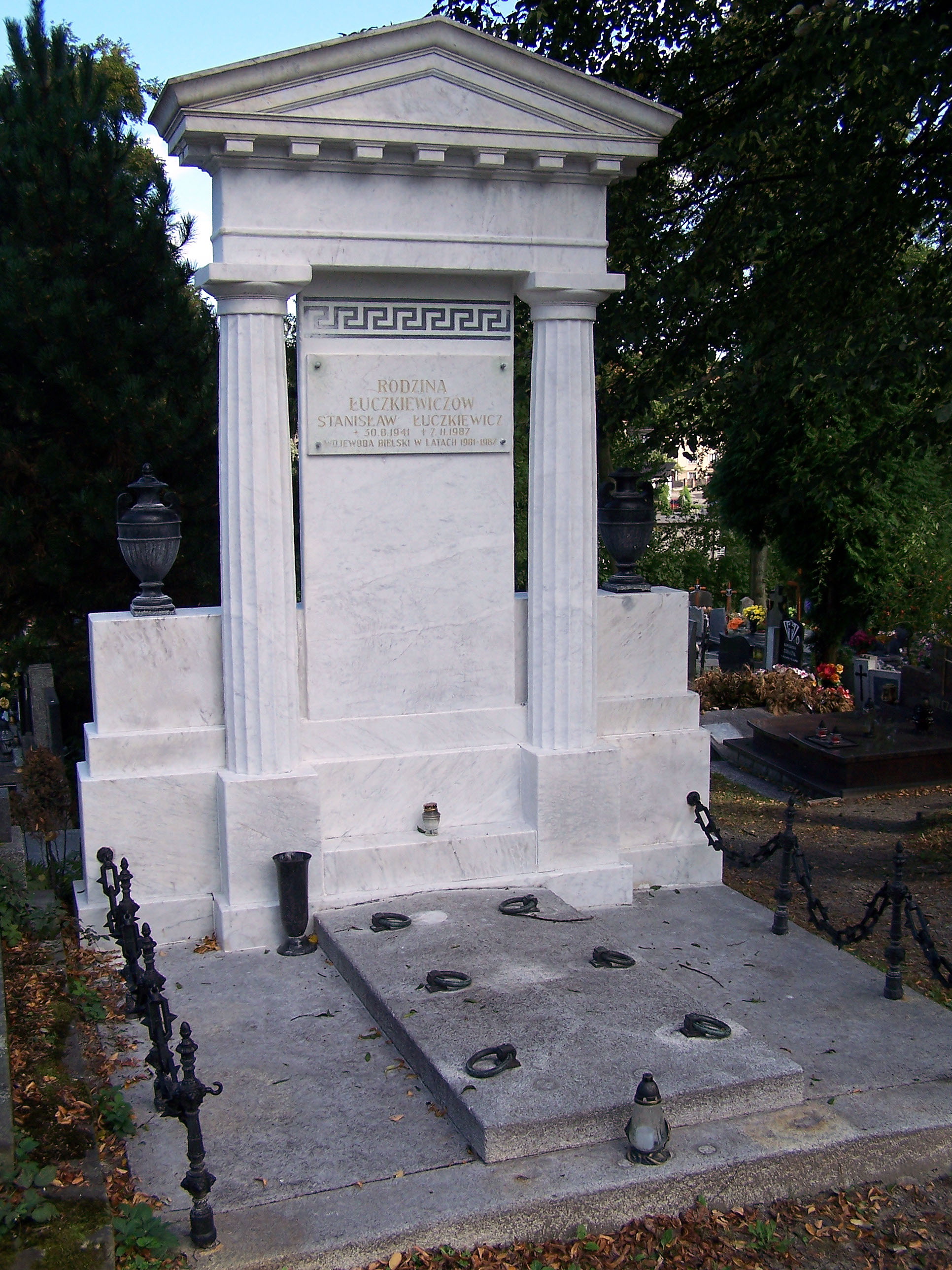
Grób Stanisława Łuczkiewicza na Cmentarzu Komunalnym w Cieszynie

Stanisław Łuczkiewicz (ur. 30 sierpnia 1941 w Busku, zm. 7 listopada 1987 w Katowicach) – polski działacz państwowy i partyjny, naczelnik Strumienia (1972–1976), Skoczowa (1976–1977) i Cieszyna (1977–1980), wojewoda bielski (1981–1987).

## Życiorys
Z ramienia PZPR sprawował urząd naczelnika Strumienia, Skoczowa i Cieszyna (1972–1980), był także I sekretarzem Komitetu Miejskiego PZPR w Cieszynie. W 1981 uzyskał nominację na funkcję wojewody bielskiego. Zmarł w trakcie pełnienia urzędu.
Jest patronem ulicy w Strumieniu.